# Conseil de la FIFA
Le Conseil de la FIFA, anciennement Comité exécutif de la FIFA est le principal organe de décision de la FIFA dans les intervalles du Congrès. Ses membres sont élus par le Congrès de la FIFA. Le conseil est un organe de supervision qui définit la vision de la FIFA et du football mondial.

## Organisation
La durée du mandat est de quatre ans. Après ces quatre ans, les membres ainsi que les vice-présidents peuvent être reconduits par leurs confédérations et associations et réinstallés par le Congrès pour une autre période de quatre ans. Le président peut également être réélu par le congrès. Chaque membre dispose d'une voix au sein du comité, y compris le président, qui a cependant une voix prépondérante si le vote initial est un tirage au sort. Tous les membres du Conseil, après avoir été choisis par le Congrès, ne peuvent être démis de leurs fonctions que si le Congrès ou la confédération à laquelle appartient le membre, décide qu'un changement de personnel est nécessaire. Pour chaque association de football de chaque pays, un seul membre peut siéger au comité d'exécution. Si le président est temporairement ou définitivement empêché de remplir son rôle, le vice-président le plus ancien prend ses responsabilités jusqu'à ce qu'un nouveau président puisse être élu par le Congrès. 
Tous les candidats au Comité exécutif ne doivent pas être des délégués de leurs associations. Tous les membres doivent passer un contrôle d'intégrité avant de pouvoir être élus. Les contrôles d'intégrité des vice-présidents et des autres membres du Conseil sont effectués par leurs propres confédérations. Le président, tous les membres du Conseil, tous les membres des organes judiciaires ainsi que ceux de la commission d'audit et de conformité de la FIFA sont contrôlés par la chambre d'instruction de la commission d'éthique de la FIFA. Avant qu'un membre puisse être réélu, un autre contrôle d'intégrité doit être effectué. 
À la suite du Congrès extraordinaire de la FIFA 2016, la FIFA a annoncé qu'un nouvel ensemble de statuts entrerait en vigueur. Ces changements ont vu le Comité exécutif de la FIFA changé, pour devenir le Conseil de la FIFA, avec une nouvelle structure et plus de pouvoir. Il est dirigé par le président de la FIFA. Il a également été annoncé que le secrétaire général rendra désormais compte au conseil et travaillera avec un chef de la conformité, qui surveille l'organisation dans son travail. Tous les membres actuels du comité sont restés en fonction jusqu'à ce que leurs postes respectifs soient réélus dans leurs confédérations respectives. Les nouveaux membres du Conseil de la FIFA sont entrés en vigueur le 30 septembre 2016. Le Conseil compte au total 37 nouveaux membres. Il est entré en vigueur avant le congrès ordinaire de la FIFA 2016.
Le nouveau conseil est composé des personnes suivantes :
- Le président
- AFC : un vice-président et six membres
- UEFA : Trois vice-présidents et six membres
- CAF : un vice-président et six membres
- CONCACAF : un vice-président et quatre membres
- CONMEBOL : un vice-président et quatre membres
- OFC : un vice-président et deux membres

## Composition du Conseil de la FIFA
| Composition du Conseil de la FIFA              | Composition du Conseil de la FIFA | Composition du Conseil de la FIFA | Composition du Conseil de la FIFA       | Composition du Conseil de la FIFA | Composition du Conseil de la FIFA |
| Président                                      | Président                         | Président                         | Président                               | Président                         | Président                         |
| ---------------------------------------------- | --------------------------------- | --------------------------------- | --------------------------------------- | --------------------------------- | --------------------------------- |
| Gianni Infantino Suisse / Italie               |                                   |                                   |                                         |                                   |                                   |
| Vice-présidents                                |                                   |                                   |                                         |                                   |                                   |
| AFC (Asie)                                     | UEFA (Europe)                     | CAF (Afrique)                     | CONCACAF (Amérique du Nord)             | CONMEBOL (Amérique du Sud)        | OFC (Océanie)                     |
| Prince Salman Al Khalifa Bahreïn               | Aleksander Čeferin Slovénie       | Patrice Motsepe Afrique du Sud    | Victor Montagliani Canada               | Alejandro Domínguez Paraguay      | Lambert Maltock Vanuatu           |
| Membres                                        |                                   |                                   |                                         |                                   |                                   |
| AFC (Asie)                                     | UEFA (Europe)                     | CAF (Afrique)                     | CONCACAF (Amérique du Nord)             | CONMEBOL (Amérique du Sud)        | OFC (Océanie)                     |
| Sheikh Hamad Khalifa Al Thani Qatar            | Evelina Christillin Italie        | Fouzi Lekjaa Maroc                | Sonia Bien-Aime Îles Turques-et-Caïques | Ramón Jesurún Colombie            | Rajesh Patel Fidji                |
| Yasser Al Misehal Arabie saoudite              | Fernando Gomes Portugal           | Hany Abo Rida Égypte              | Rodolfo Villalobos Costa Rica           | Maria Sol Muñoz Équateur          | Johanna Wood Nouvelle-Zélande     |
| Mariano Araneta Philippines                    | Georgios Koumas Chypre            | Djibrilla Hima Hamidou Niger      | Cindy Parlow Cone États-Unis            | Ednaldo Rodrigues Brésil          |                                   |
| Kanya Keomany Laos                             | Bernd Neuendorf Allemagne         | Kanizat Ibrahim Comores           | Randy Harris Barbade                    | Ignacio Alonso Uruguay            |                                   |
| Datuk Haji Hamidin Bin Haji Mohd Amin Malaisie | Dejan Savićević Monténégro        | Ahmed Yahya Mauritanie            |                                         |                                   |                                   |
| Kozo Tashima Japon                             | Răzvan Burleanu Roumanie          | Souleiman Waberi Djibouti         |                                         |                                   |                                   |
| Secrétaire général                             |                                   |                                   |                                         |                                   |                                   |
| Mattias Grafström Suède                        |                                   |                                   |                                         |                                   |                                   |